# Arthur Holitscher
Arthur Holitscher, né le 22 août 1869 à Pest (en Hongrie) et mort le 14 octobre 1941 à Genève, est un dramaturge hongrois, romancier, essayiste et écrivain de récits de voyage.

## Biographie
Les parents d'Arthur Holitscher, Eduard Holitscher (ca. 1839-1899) et Hermine Altstädter (1849-1912), sont d'importants négociants budapestois juifs. Sa mère le prend pour un bon à rien et le rejette depuis sa plus tendre enfance. Un professeur lui enseigne la langue allemande à domicile, tandis qu'un rabbin lui donne son instruction religieuse.
Après ses examens de fin d'études, il devient, à la demande de ses parents, employé de banque à Budapest, Vienne et Fiume. Il garde cet emploi pendant six ans.
Il s'est toujours considéré comme un Autrichien ou un Allemand, mais jamais Juif hongrois.
Sa carrière d'écrivain commence en Allemagne au milieu des années 1890 où il écrit de petites histoires, les Novelletten, dans le style des écrivains naturalistes allemands, comme Gerhart Hauptmann, Arno Holz et Johannes Schlaf.

### Voyage et exil
Arthur Holitscher voyage aux États-Unis, à la demande de l'éditeur Samuel Fischer (en), avec qui il avait un contrat à durée indéterminée. Il y écrit son œuvre la plus célèbre, Amerika Heute und Morgen. Grâce à ce livre, il réussit en 1912 sa percée littéraire. Franz Kafka lui a très vraisemblablement emprunté quelques détails pour écrire son roman Amerika.
En 1933, ses livres figurent dans la « liste des livres à brûler » rédigée par les Nazis et sont détruits. Il s'enfuit d'abord à Paris, puis à Genève où, à partir de 1939, il vit pauvre et abandonné dans un quartier de l'Armée du salut. Il y meurt en octobre 1941, à 72 ans. Robert Musil prononce son oraison funèbre sur sa tombe.